# Adelophryne meridionalis
Espèce
Adelophryne meridionalis est une espèce d'amphibiens de la famille des Eleutherodactylidae.

## Répartition
Cette espèce est endémique du Minas Gerais au Brésil. Elle se rencontre à Juiz de Fora vers 880 m d'altitude.

## Description
Adelophryne meridionalis mesure jusqu'à 11 mm.

## Publication originale
- Santana, Fonseca, Neves & Carvalho, 2012 : A new species of Adelophryne (Anura : Eleutherodactylidae) from the Atlantic forest, southeastern Brazil. Salamandra, vol. 48, no 4, p. 187–192 (texte intégral).